# Régine Crespin
Régine Crespin (Marsiglia, 23 febbraio 1927 – Clichy, 5 luglio 2007) è stata un soprano francese.

## Biografia
Di madre italiana, dopo gli studi al conservatorio di Parigi  debuttò a Reims nel 1948 nel ruolo di mezzosoprano di Carlotta in Werther.
Dal 1951 diventò un membro stabile dell'Opéra e dell'Opéra-Comique di Parigi, avendo tra i titoli preferiti Tosca, Il cavaliere della rosa, I dialoghi delle Carmelitane, I Troiani, Carmen.
Nel 1957 esordì al Festival di Bayreuth come Kundry nel Parsifal, ruolo che interpretò per 4 anni consecutivi, oltre a Sieglinde ne La Valchiria nel 1961. Del 1959 fu il debutto alla Scala in Fedra di Ildebrando Pizzetti e quello alla Staatsoper di Vienna come Sieglinde, mentre nel 60 apparve al festival di Glyndebourne (La marescialla) e alla Royal Opera House di Londra.
Nel 1962 debuttò nel Cavaliere della rosa al Metropolitan Opera, dove fu presente continuativamente fino all'81 e complessivamente fino al 1987, prendendo parte a 129 rappresentazioni. Negli Stati Uniti apparve frequentemente anche all'Opera di Chicago e in altri teatri. Nel 1967 si esibì al Festival di Salisburgo nel ruolo di Brunilde, diretta da Herbert von Karajan. 
Nell'ultima parte della carriera cantò in alcuni ruoli di mezzosoprano, tra cui quello dell'esordio del Werther, e in lavori di Offenbach (La Grande-Duchesse de Gérolstein, La Périchole). Oltre che nel repertorio operistico, si impose come raffinata interprete di lieder di autori come Berlioz, Schumann, Fauré, Ravel.
Nel 1976, già prima del ritiro dalle scene, iniziò l'insegnamento al conservatorio di Parigi, che continuò fino al 1992. Venne insignita della Legion d'onore.

## Repertorio
| Ruolo               | Titolo                           | Autore     |
| ------------------- | -------------------------------- | ---------- |
| Leonore             | Fidelio                          | Beethoven  |
| Marguerite          | La damnation de Faust            | Berlioz    |
| Cassandre Didon     | Les Troyens                      | Berlioz    |
| Carmen              | Carmen                           | Bizet      |
| La Contessa         | La dama di picche                | Čajkovskij |
| Pénélope            | Pénélope                         | Fauré      |
| Iphigénie           | Iphigénie en Tauride             | Gluck      |
| Santuzza            | Cavalleria rusticana             | Mascagni   |
| Salomé              | Hérodiade                        | Massenet   |
| Charlotte           | Werther                          | Massenet   |
| Dulcinée            | Don Quichotte                    | Massenet   |
| Flora               | The Medium                       | Menotti    |
| Fiordiligi          | Così fan tutte                   | Mozart     |
| Métella             | La vie parisienne                | Offenbach  |
| La Grande-Duchesse  | La Grande-Duchesse de Gérolstein | Offenbach  |
| La Périchole        | La Périchole                     | Offenbach  |
| Fedra               | Fedra                            | Pizzetti   |
| M.me Lidoine        | Dialogues des Carmélites         | Poulenc    |
| Floria Tosca        | Tosca                            | Puccini    |
| Brünhilde           | Sigurd                           | Reyer      |
| Die Feldmarschallin | Der Rosenkavalier                | Strauss    |
| Primadonna/Ariadne  | Ariadne auf Naxos                | Strauss    |
| Amelia              | Un ballo in maschera             | Verdi      |
| Aida                | Aida                             | Verdi      |
| Desdemona           | Otello                           | Verdi      |
| Senta               | Der fliegende Holländer          | Wagner     |
| Elisabeth           | Tannhäuser                       | Wagner     |
| Elsa von Brabant    | Lohengrin                        | Wagner     |
| Brünhilde Sieglinde | Die Walküre                      | Wagner     |
| Terza norna         | Götterdämmerung                  | Wagner     |
| Kundry              | Parsifal                         | Wagner     |
| Rezia               | Oberon                           | Weber      |

## Discografia
| Anno | Titolo Ruolo                                        | Cast                                                        | Direttore           | Etichetta/Note      |
| ---- | --------------------------------------------------- | ----------------------------------------------------------- | ------------------- | ------------------- |
| 1958 | Dialogues des Carmélites M.me Lidoine               | Denise Duval, Denise Scharley, Rita Gorr                    | Pierre Dervaux      | EMI                 |
| 1958 | Parsifal (opera) Kundry                             | Eberhard Waechter, Josef Greindl, Jerome Hines, Hans Beirer | Hans Knappertsbusch | Andromeda           |
| 1959 | La damnation de Faust Marguerite                    | Nicolai Gedda, Ernest Blanc, Louis Morin                    | Igor Markevitch     | Classical Moments   |
| 1965 | Die Walkǖre Sieglinde                               | Birgit Nilsson, James King, Hans Hotter                     | Georg Solti         | Decca               |
| 1966 | Die Walkǖre Brünhilde                               | Jon Vickers, Gundula Janowitz, Martti Talvela               | Herbert von Karajan | Deutsche Grammophon |
| 1968 | Der Rosenkavalier Marschallin                       | Yvonne Minton, Helen Donath, Luciano Pavarotti              | Georg Solti         | Decca               |
| 1974 | Carmen                                              | Gilbert Py, Jeanette Pilou, José van Dam                    | Alain Lombard       | Erato               |
| 1975 | La vie parisienne Métella                           | Mady Mesplé, Christiane Chateau, Michel Sénéchal            | Michel Plasson      | EMI                 |
| 1976 | La Grande-Duchesse de Gérolstein La Grande-Duchesse | Alain Vanzo, Charles Burles, Robert Massard                 | Michel Plasson      | CBS                 |
|      | La Périchole                                        | Alain Vanzo, Jules Bastin                                   | Alain Lombardo      | Erato               |
| 1978 | Don Quichotte Dulcinée                              | Nicolaj Ghiaurov, Gabriel Bacquier                          | Kazimierz Kord      | Decca               |

- Berlioz Ravel, Nuits d'été/Sheherazade - Crespin/Ansermet/Suisse Rom., 1963/1967 Decca
- Ravel: Histoires naturelles & Satie: Songs - Melodies - Regine Crespin, 1980 Sony
- Crespin: Italian Operatic Arias - Royal Opera House Orchestra & Chorus Covent Garden/Edward Downes/Regine Crespin, Mastercorp